# ニューすずらん
ニューすずらんは、新日本海フェリーが運航していたフェリー。

## 概要
同型船のニューゆうかりとともに幸陽船渠で建造され、1979年5月に敦賀～小樽航路に就航した。就航当時、さんふらわあ11の総トン数を2000トン上回る日本最大のフェリーだった。
1996年6月、すずらん（初代）、すいせん（初代）と交代して引退。
その後ギリシャのen:ANEK Linesへ売却され、改造を受けてKRITI Iとなり、ピレウス - ヘラクリオン航路などを中心に就航。2018年時点ではイタリアGrandi Navi Veloci（GNV）に用船されナポリ - パレルモ間に就航。

## 設備
新日本海フェリーの新造船のうちフェリーあかしあまで採用されていた観音開きのバウドアにかえて、跳ね上げ式バウバイザーを装備している。
最上甲板に設置されたダミーファンネルの内部は、スカイラウンジとなっていた。
1981年に車両甲板を拡大してトラック搭載数を増加する工事を実施、総トン数が減少した。後の改造でA甲板後部に2等船室とスポーツデッキが増設された。

### 船室
- スイートルーム（2名×2室）
- 特等（和洋室 2名×20室）
- 1等
  - 洋室ツイン（2名×26室）
  - 洋室二段ベッド（4名×26室）
  - 和室（25名×10室）
- 2等寝台（計180名）
- 2等（計34名）

Aデッキ
- スイートルーム
- 特別室
- 2等和室
- 特別室ロビー
- 浴室
- スカイラウンジ（ステージ・ダンスフロア付）

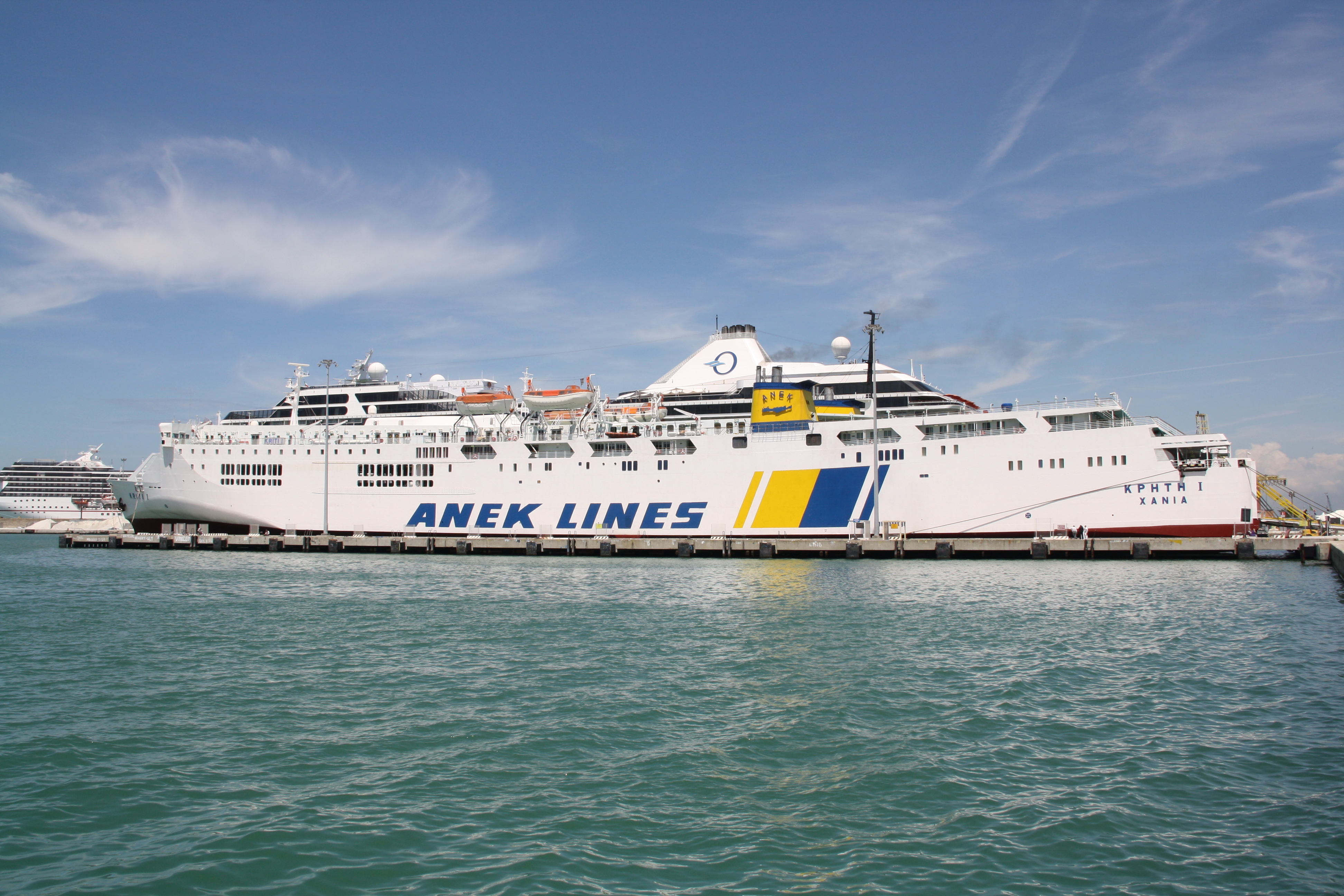
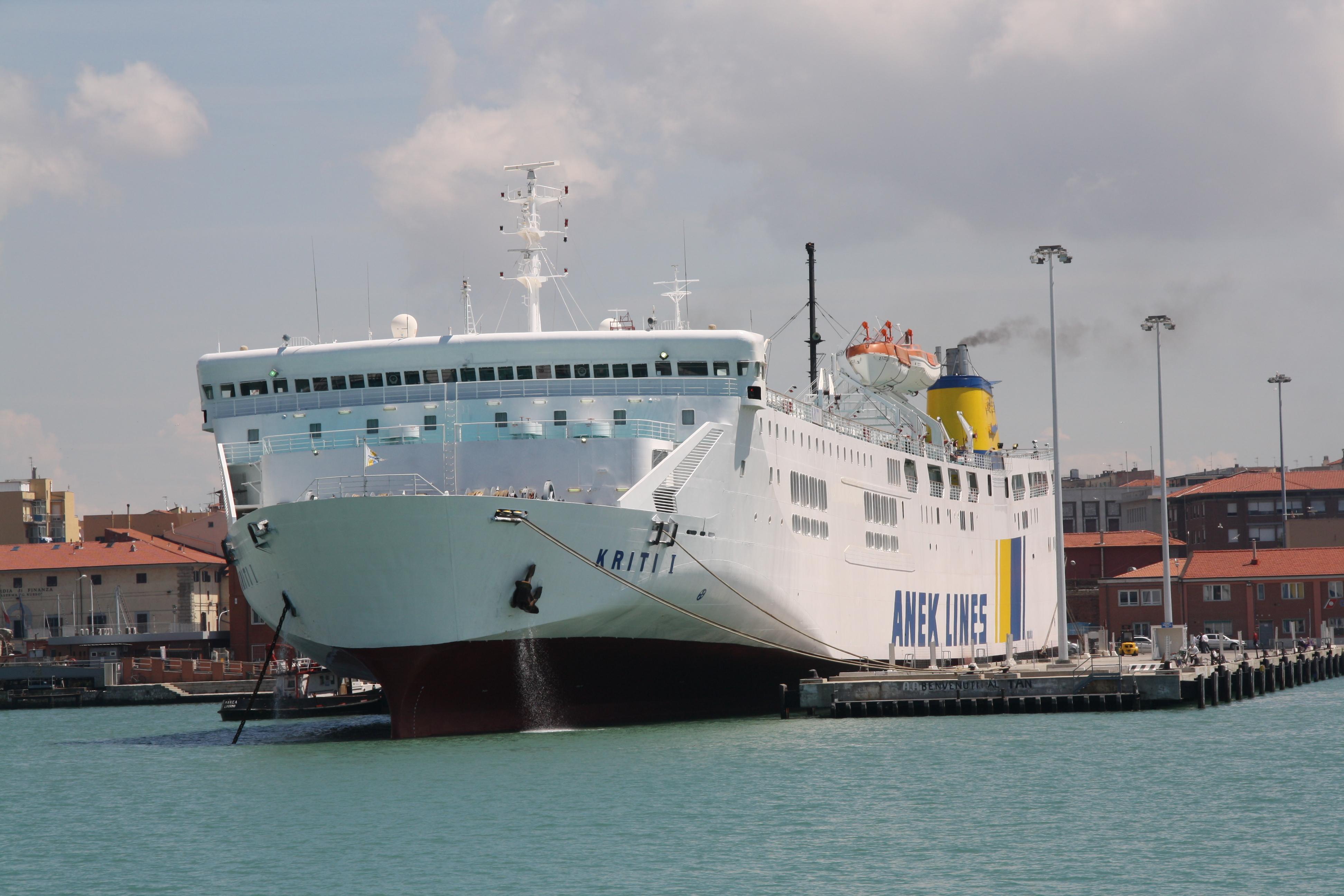
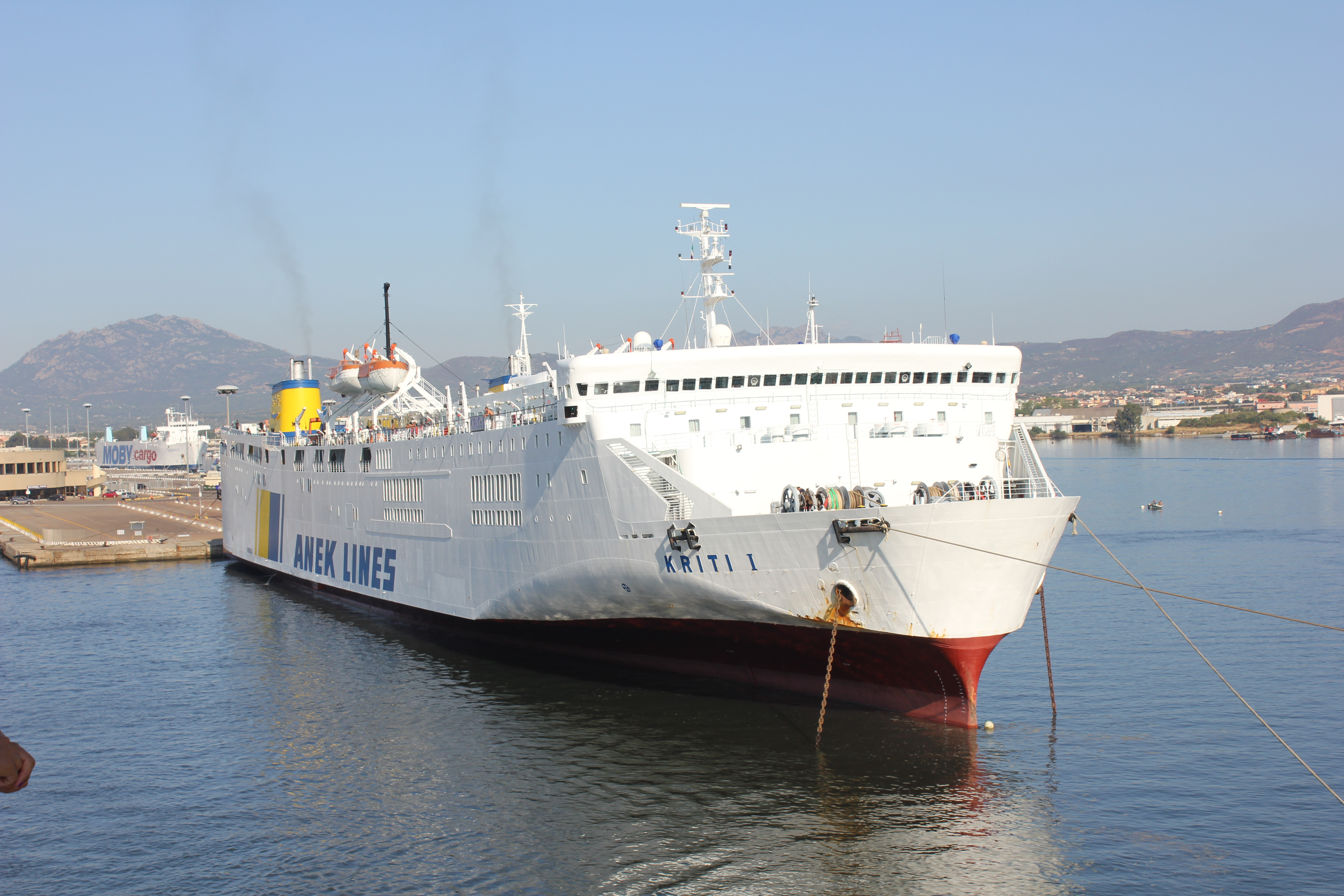
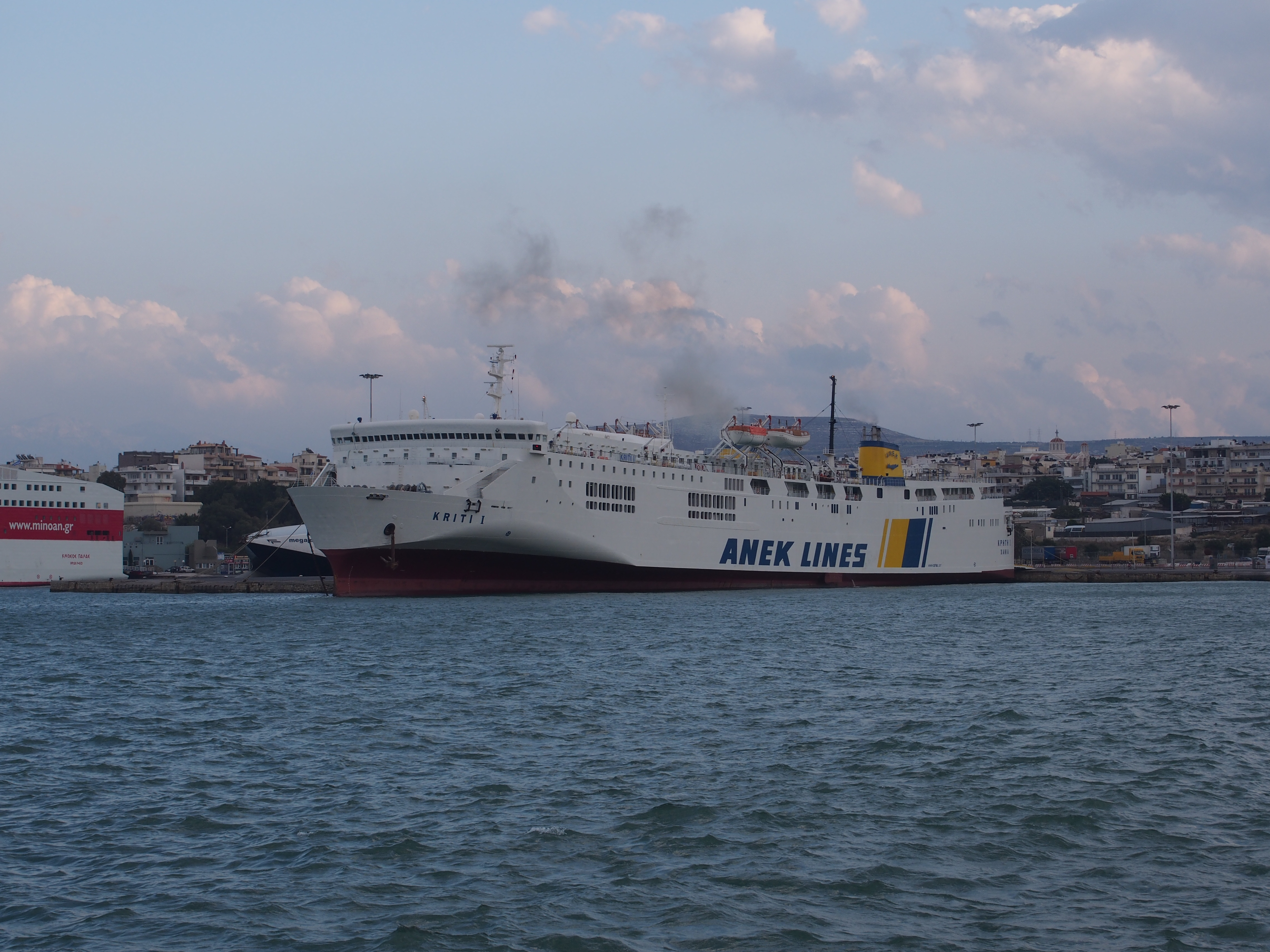
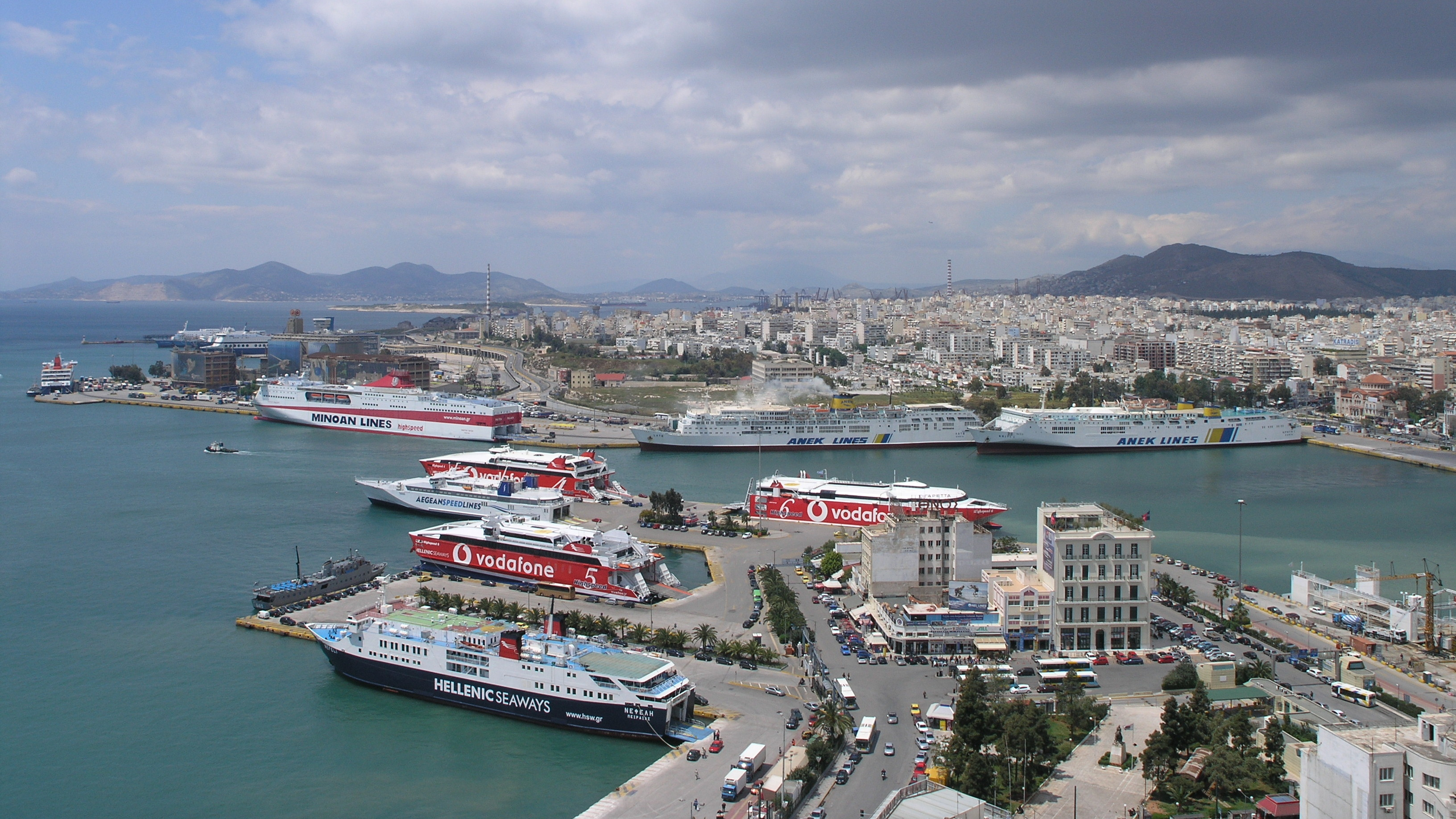
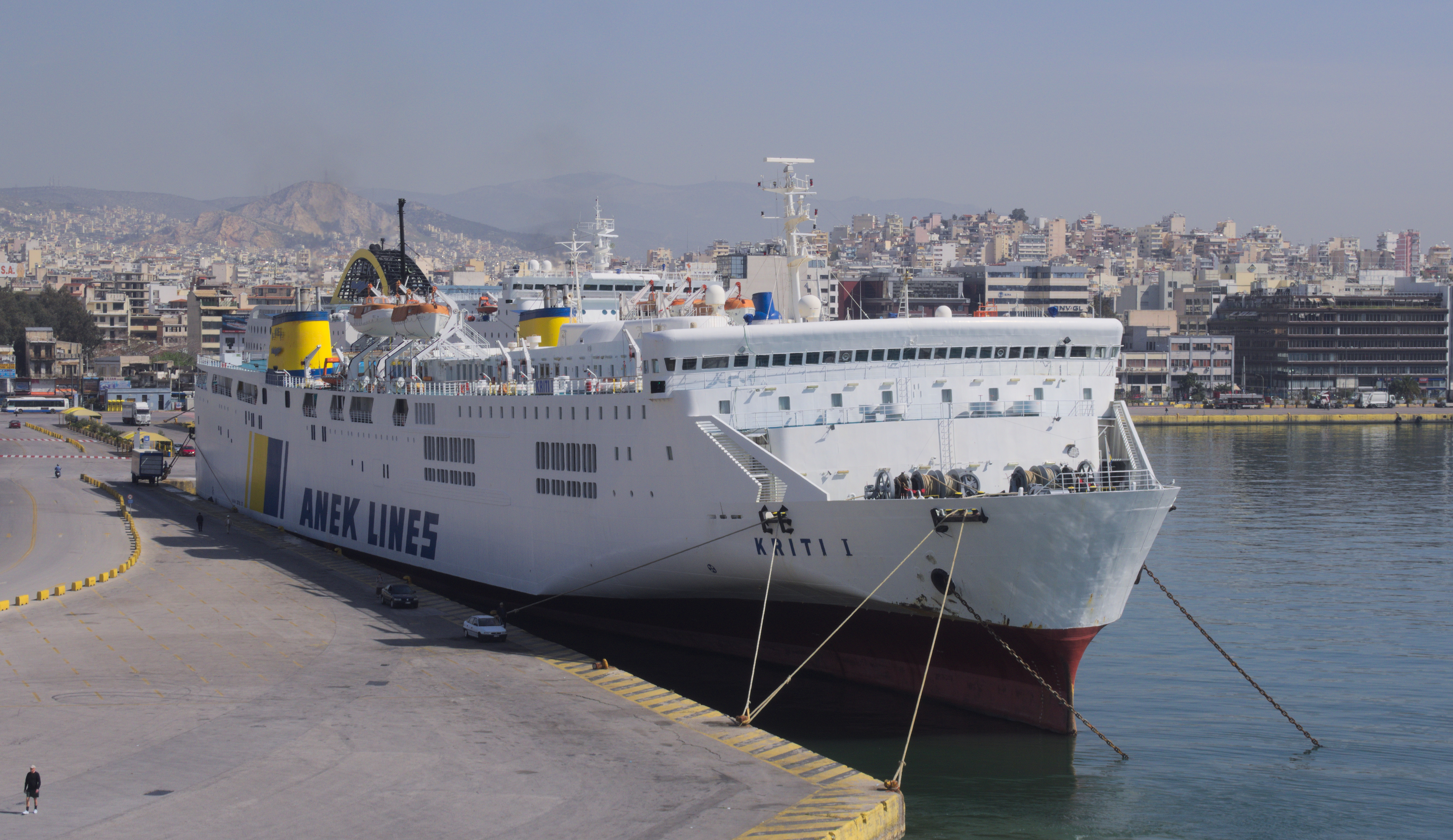

Bデッキ
- 案内所
- エントランスホール
- レストラン
- グリル
- テイクアウトコーナー
- マージャン室
- 休憩室「プラザ」
- 特等サロン
- 1等室（一部は旧特等室）
- 2等寝台室
- 2等

車両甲板
- Cデッキ：トラック40台・乗用車46台
- Dデッキ：トラック123台